# Hamilton Barata
Hamilton Antonio Lopes Freire Barata (Manaus, 7 de outubro de 1898 – Rio de Janeiro, 3 agosto de 1957) foi um jornalista, escritor e ensaísta brasileiro, cuja trajetória se destacou tanto pela produção literária e filosófica quanto pelo engajamento político e atuação crítica frente ao autoritarismo. Fundador do jornal O Homem Livre e colaborador de diversos veículos de destaque da imprensa nacional, utilizou também o pseudônimo “Lord Wellington” para publicar crônicas e artigos sobre a conjuntura política e social do país. Sua obra inclui romances, ensaios e conferências que abordam temas como energia, identidade nacional, relações internacionais e crítica ideológica. Ativo opositor do Estado Novo, Barata enfrentou repressão, processos judiciais e foi condenado com base na Lei de Imprensa, tornando-se uma das vozes mais combativas da imprensa progressista brasileira nas décadas de 1930 e 1940.

## Origens e formação
Hamilton Barata nasceu em 7 de outubro de 1898, na cidade de Manaus, no estado do Amazonas. Era o primogênito entre os oito filhos de Maria Lopes Barata e Manuel de Mello Freire Barata que chegaram à idade adulta — todos do sexo masculino. Pertencia à tradicional família Barata, do Pará, conhecida por seu protagonismo político na Primeira República. Era primo do senador e governador paraense Joaquim Magalhães Barata, e sobrinho do senador Manuel Barata, que integrou a Assembleia Constituinte de 1891. Seu irmão, Frederico Barata, foi jornalista e crítico de arte.
Passou seus primeiros anos em Manaus, tendo estudado no Gymnasio Amazonense. Diante de infortúnios financeiros nos negócios de seu pai no Amazonas, contudo, mudou-se com a família para Belém ainda jovem, desembarcando na cidade em 11 de março de 1913. Na capital paraense, formou-se pelo Gymnasio Paes de Carvalho em novembro de 1914, e iniciou, em seguida, os estudos na Faculdade de Direito do Pará. Em março de 1917, deixou Belém e transferiu-se para o Rio de Janeiro, mudança que algumas fontes associam à instabilidade política provocada pelo golpe que depôs o governo de Eneias Martins no Pará. Na capital federal, concluiu a graduação na Faculdade de Ciências Jurídicas e Sociais. Sua formação jurídica influenciou diretamente sua abordagem crítica e analítica na produção jornalística, filosófica e ensaística ao longo das décadas seguintes.

## Carreira jornalística
Hamilton Barata iniciou sua carreira na imprensa ainda na adolescência, recebendo seu primeiro prêmio literário aos 14 anos. Começou profissionalmente no jornal Estado do Pará, tradicional veículo da imprensa nortista. Foi também editor do jornal O Diário, defensor das políticas de Eneias Martins e cujas atividades cessaram com a derrubada de seu governo. À época, era descrito em jornais do Rio de Janeiro como "um dos mais apreciados talentos da nova geração intellectual do norte". Em 1917, já transferido para a então capital federal, ingressou na redação do vespertino A Tribuna, que posteriormente dirigiu em substituição a Lindolfo Collor. Em agosto de 1918, tornou-se o primeiro diretor do jornal A Pátria.

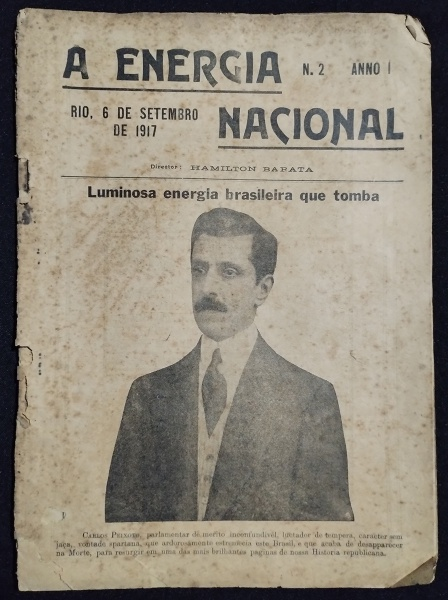
A Energia Nacional, anno I, nº 2, 6 de setembro de 1917, Rio de Janeiro, Diretor Hamilton Barata.

Ao longo das décadas de 1920 a 1950, atuou como redator, colunista e diretor em diversos jornais de grande circulação, como O País, Correio da Manhã, O Jornal, Diário de Notícias, Gazeta de Notícias e Jornal do Comércio. Em muitos desses veículos, assinava artigos sob o pseudônimo "Lord Wellington", principalmente quando tratava de temas políticos e sociais mais sensíveis.

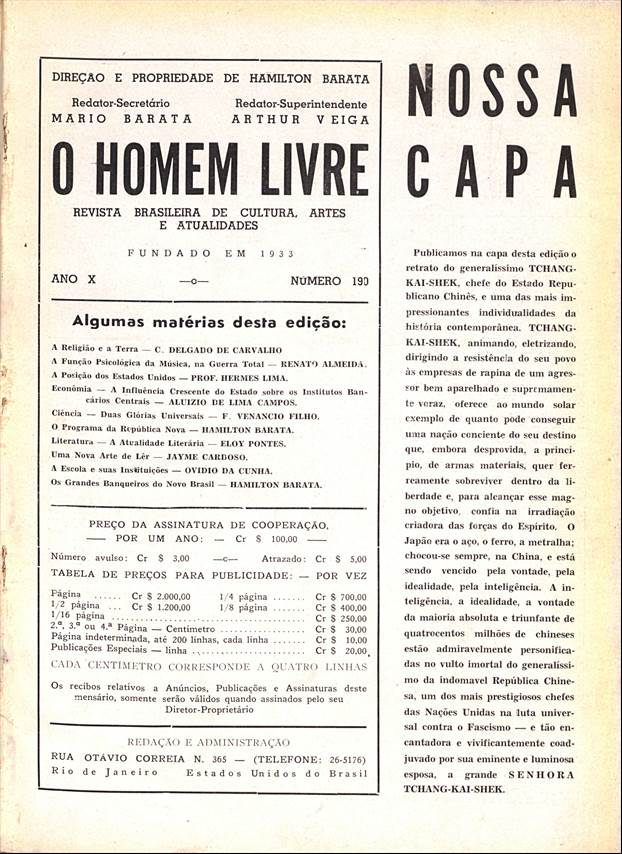
O Homem Livre, 1942, Rio de Janeiro, Diretor e Proprietário Hamilton Barata.

Fundou e dirigiu a revista A Energia Nacional, voltada à promoção de ideias patrióticas, que contou com colaborações de intelectuais como Humberto de Campos, Heitor Beltrão e Mário Guedes. No período do governo de Arthur Bernardes, lançou o Jornal do Povo, de orientação popular e crítica à conjuntura política, e criou, em dezembro de 1930, o periódico Mundo Novo.
Em 1933, fundou o semanário político O Homem Livre, que se tornou um dos principais espaços de oposição ao autoritarismo, especialmente durante o Estado Novo. A publicação teve forte impacto junto a intelectuais e opositores do regime, sendo também o veículo pelo qual Barata fez denúncias que o colocariam em confronto direto com autoridades da repressão política.

## Obras publicadas
Ao longo de sua vida, Hamilton Barata desenvolveu uma produção literária e ensaística diversificada, abordando temas como política nacional, relações internacionais, filosofia, energia e identidade brasileira. Suas obras, publicadas entre as décadas de 1910 e 1950, combinaram análise crítica com linguagem acessível, e refletiram sua visão combativa e patriótica.
Entre seus principais títulos, hoje todos fora de catálogo, destacam-se:
- O Irreparável – novela escrita aos 16 anos;
- A Energia – ensaio de cunho sociológico;
- O Homem, Energia Universal – reflexões filosóficas e políticas;
- O Assalto de 1930 – análise sobre a Revolução de 1930;
- Amigos do Passado, do Presente e por que não do Porvir? – sobre as relações Brasil–Argentina;
- Equador – romance de inspiração autobiográfica;
- Os Destinos Universais do Brasil – ensaio sobre o papel histórico do país;
- Brasil: Potência ou Caos? – conjunto de conferências proferidas em diversas cidades.

Sua obra expressa uma perspectiva de transformação nacional baseada em valores de justiça social, liberdade e fortalecimento cultural do Brasil.

## Atuação política e repressão
Desde a juventude, Hamilton Barata esteve ligado a inúmeras atividades cívicas, liderando mobilizações de combate à miséria em Belém, iniciativas patrióticas estudantis, além de ter sido voluntário de manobra do Exército. Da mocidade aos seus últimos dias, teve o patriotismo como marca de seu engajamento literário e político. Por vezes se dizendo conservador e em outros momentos se aproximando de grupos e teses à esquerda, ele sempre recusou derivas nacionalistas excludentes, interpretava que a vitalidade do Brasil vinha do acolhimento de diversas culturas, e era entusiasta de campanhas cívicas para o esclarecimento e despertar do povo brasileiro para grandes feitos.
Hamilton Barata esteve diretamente envolvido nas tensões políticas do Brasil nas décadas de 1930 e 1940. Foi candidato a deputado federal nas eleições de 1930, tendo inicialmente apoiado a Aliança Liberal e a chapa de Getúlio Vargas e João Pessoa. Pouco depois, porém, tornou-se um crítico severo da Revolução de 1930 e dos arbítrios do governo provisório. Apesar dessa oposição, defendeu o governo de seu primo Magalhães Barata, nomeado interventor federal no Pará por Vargas, e candidatou-se em 1934 à Assembleia Constituinte estadual pelo Partido Liberal do Pará, fundado por ele. Posicionando-se contra tendências autoritárias do regime, suas publicações frequentemente denunciavam abusos de poder e defendiam ideais democráticos e progressistas. Combateu o integralismo, colaborou com a  Aliança Nacional Libertadora e, antecipando-se à proibição desta pelo governo, foi fundador e secretário-geral da União Libertadora Brasileira. Em seu manifesto, a ULB defendia o combate ao fascismo e ao imperialismo, nacionalizações de empresas estrangeiras, reforma agrária com extinção do latifúndio, imposto progressivo sobre heranças, igualdade econômica, separação entre Igreja e Estado, igualdade de gênero e extensão do direito de voto a todos os cidadãos maiores de idade.
A ligação de Hamilton Barata com a imprensa combativa e sua colaboração com movimentos antifascistas o colocaram em confronto com organismos de repressão. Em novembro de 1934, após o brutal assassinato do jovem cartunista de A Pátria e militante comunista Tobias Warchavski, Barata publicou em O Homem Livre um artigo responsabilizando diretamente o então chefe de polícia Filinto Müller, que o processou por injúria e calúnia. O caso teve repercussão nacional. Inicialmente absolvido por um júri especial, foi posteriormente condenado pela Corte de Apelação do Distrito Federal, com base na recém-promulgada Lei de Imprensa, à pena de multa ou até um ano de prisão celular. O julgamento foi considerado emblemático por inaugurar a aplicação dessa nova legislação repressiva. Poucas semanas após sua condenação, Barata foi detido em 26 de novembro, durante os eventos da chamada Revolta Comunista de 1935, possivelmente por ser considerado um elemento subversivo, e encarcerado no navio Pedro I, então transformado pelas autoridades em navio-prisão.
A atuação de Barata na fundação e defesa da Aliança Nacional Libertadora foi destacada pela historiadora Anita Leocádia Prestes, que o cita como diretor-proprietário do jornal O Homem Livre, veículo que apoiou abertamente a ANL desde 1933. Segundo Prestes, Barata chegou a se declarar precursor da entidade e liderou campanhas nacionalistas de viés democrático e antifascista, embora tenha posteriormente criticado a centralização em torno de Luís Carlos Prestes. Já em 1918, Barata travava um debate crítico com figuras centrais do nascente movimento comunista brasileiro, como Astrojildo Pereira. Ao longo dos anos, seus textos mantiveram um tom de oposição ao comunismo, frequentemente acusando seus defensores de pretenderem introduzir no Brasil ideias autoritárias, incompatíveis com aquilo que ele atribuía à índole liberal e democrática da cultura política nacional.

## Crítica ao Estado Novo e pensamento filosófico
A atuação de Hamilton Barata foi marcada não apenas pela militância jornalística, mas também por uma forte dimensão intelectual e filosófica. Em seus artigos e ensaios, frequentemente associava conceitos filosóficos a análises políticas do cenário brasileiro. Um dos exemplos mais notórios é o artigo “Nietzsche triunfante”, publicado originalmente na Gazeta de Notícias em 1940, em meio ao endurecimento do Estado Novo.
No texto, Barata utilizou, de forma crítica e irônica, os conceitos de “vontade de potência”, “super-homem” e “forças cósmicas” — centrais na obra de Friedrich Nietzsche — para satirizar o projeto autoritário de Getúlio Vargas. Ele sugeria, por meio da paródia filosófica, que o Brasil se aproximava de uma lógica totalitária semelhante à que então dominava a Alemanha e a Itália.
Décadas mais tarde, o artigo foi republicado e estudado academicamente na revista Cadernos Nietzsche, sendo analisado por pesquisadores como uma das primeiras manifestações brasileiras a problematizar o uso ideológico de Nietzsche no contexto político nacional.
Essa abordagem posicionou Barata não apenas como crítico político, mas também como pensador engajado com as ideias filosóficas em circulação no Brasil do século XX.

## Últimos anos e morte
Vítima de um derrame cerebral em 1954, Hamilton Barata foi submetido a uma cirurgia no cérebro que preservou parcialmente a sua lucidez, embora tenha ficado com o lado esquerdo do corpo paralisado. Nos últimos anos de vida, enfrentou problemas de saúde recorrentes e manteve-se afastado da imprensa. Faleceu em 3 de agosto de 1957, no Rio de Janeiro, vítima de um enfarte. Foi sepultado no mesmo dia no Cemitério do Caju. A notícia de sua morte foi amplamente divulgada, sendo lembrado como um jornalista combativo e defensor das liberdades democráticas.
A edição do jornal Diário da Noite destacou sua trajetória marcada por idealismo político, destacando ainda a prisão que sofreu em 1935. O obituário também ressaltou sua produção intelectual, seus vínculos com a tradição paraense e a influência que exerceu na imprensa brasileira ao longo de décadas.
Hamilton Barata teve numerosa descendência. Entre seus filhos destacam-se o historiador e crítico de arte Mário Barata e o engenheiro e professor emérito da UFRJ Fernando Emmanuel Barata. Era avô de Cau Barata, historiador, museólogo e genealogista, e de Octávio Floro Barata Costa, jornalista e presidente da Associação Brasileira de Imprensa (ABI).